# 이흥구
이흥구(李興九, 1963년 3월 30일 - )는 대한민국의 대법관이다.

## 생애

### 학생운동, 구속[1][2]
1963년 통영 출생, 어머니 이무순의 2남 1녀 중 막내
1982년 서울대학 입학
1985년 7월 서울대 법대학생회 사회부장, 서울대 노동운동탄압저지 결사투쟁위원장
1985년 11월 민주화추진위원회(세칭 깃발사건) 사건으로 서울지검 공안부에 의하여 국가보안법위반 혐의[국가보안법 7조 2항(반국가단체 고무ㆍ찬양)죄]로 구속되어 기소됨
1심에서는 징역 3년을 받고, 2심에서는 징역 2년에 집행유예 3년을 선고받음

### 사법시험 합격
1989년 동유럽 사회주의 체제의 붕괴 이후 운동진영에 급진적 사회변혁 대신 체제 내의 개혁을 추구하는 움직임이 생겼음
그는 1987년 6·29선언에 따른 후속조치로 87년 2학기에 복학한 뒤, 입학 7년만인 1989년 2월 대학을 졸업하였고, 1990년 사법시험에 합격하였음, 사법연수원에서 자신을 구속하였던 김원치 검사를 재회하게 되었는데, 그는 구치소에 있던 피고인의 신분에서 사법연수생이 되었고, 김원치 검사는 사법연수원 교수로 근무하고 있었음, [이날 면담에서 김부장검사가 『지금 당시의 행동을 어떻게 생각하느냐』고 묻자 이씨는 『앞으로 법조인으로 현실 생활에 충실하면서 과거의 생각들을 다시 확인해볼 계획』이라고 대답했다. 다른 합격생들의 면담은 3∼4분만에 끝났지만 과거의 검사와 피고인은 20여분간 대화를 이어갔다. 이날 두 사람은 깊은 이야기는 못다했지만 앞으로 자주 만나 소주도 나누며 법조계 선후배로 가깝게 지내자고 약속했다. 면담을 마친 김부장검사는 『과거 후배인 이군을 구속할때는 무척 안타까웠지만 어떻게 할 도리가 없었다』며 『이제 예비법조인으로서 당당히 만나게 된 이상 훌륭한 후배가 되도록 이끌어 주고 싶을 뿐』이라고 말했다. 이군은 『과거의 관계를 떠나 오랜만에 선배를 만나니 반갑다』면서도 『이러한 모습이 자칫 운동권 출신이 자연스럽게 현실에 흡수돼 가는 듯한 인상으로 비쳐져서는 안될 것』이라고 말하며 연수원을 떠났다.]
〈중앙일보〉는 그의 사법시험 합격에 대하여 합격자인 이흥구가 『자신이 합격보다 더 기쁜 것은 우리 사회도 이제는 국가보안법 위반자를 받아들일 수 있고 국가보안법 자체를 재평가할 수 있는 풍토가 조성되고 있다는 사실』을 인용하면서 “지난날에는 면접시험에서 전력이 문제가 되어 불합격된 경우가 적지 않았다는 항간의 말들을 생각할 때 면접시험까지 거친 이번 최종합격이 사회의 변화를 시사하는 것이 아닌가 하는 기대를 갖게 하는 것은 사실”이라는 사설을 내기도 함

### 김일성 전기 판매자 구속영장 기각
1993년 서울지방법원 남부지원 판사로 임용되었고, 1995년 서울지방법원으로 전보되었음, 문제 성향 판사의 형사부 보직 배제 필요라는 1995. 7. 25.자 〈안기부 보고서〉에 의하면, 이흥구 판사는 김일성 전기 판매자에 대한 구속영장 심리 사건에서 “국민들이 우리의 사회체제에 대해 자신감을 갖고 있는 점 등을 감안하면 김일성의 정통성을 인정하거나 혁명노선에 동조하는 책에 대해 국민들은 오히려 비판하게 될 것”이라는 이유를 붙여 구속영장을 기각하는 결정을 함, 검찰이 구속영장을 재청구하였으나 다시 기각되었음

## 사법부 신뢰에 대한 지론과 법원 운영원칙
그는 2016년 2월 부산지방법원 동부지원장 취임사에서 『법원에 대한 신뢰는 다른 것이 아니라 공정한 재판을 통해서만 얻어질 수 있다』고 하였고, 이와 더불어 다음과 같은 세 가지 법원 운영원칙을 제시하였음
- 역할과 견해의 차이는 있을 수 있지만, 지위의 상하는 없다

- 충분한 토론을 거쳐 결정하되 결정한 후에는 흔들림 없이 실행한다

- 구성원 누구도 법원 내에서 소외되지 않고 함께 가는 법원이 되어야 한다

## 학력[1][6]
- 1982년 통영고등학교 졸업
- 1982년 서울대학교 공법학과 입학

## 경력
- 1985년 민주화추진위원회 사건(깃발 사건)으로 구속기소됨(1심 징역 3년, 2심 징역 2년에 집행유예 3년)

- 1990년 제32회 사법시험 합격

- 1993년 사법연수원 수료(제22기)

- 1993년 서울지방법원 남부지원 판사

- 1997년 부산지방법원 울산지원 판사

- 2002년 부산고등법원 판사

- 2008년 부산지방법원 부장판사

- 2013년 창원지법 마산지원장 - 지원장 발령

- 2015년 부산지방법원 부장판사, 2015년 우수법관(부산지방변호사회)[7]

- 2016년 부산지방법원 동부지원장 - 지원장 발령

- 2018년 대구고등법원 부장판사 - 고등법원 부장판사(차관급) 발령, 2018년 우수법관(대구지방변호사회)[8]

- 2019년 10월 사법행정자문회의 재판제도분과위원회 위원장[9]

- 2020년 부산고등법원 부장판사

- 2020년 대법원 대법관

## 가족관계
어머니 이무순(1932년생), 배우자 김문희(부산지방법원 판사, 사법연수원 25기)